# Южный Казахстан

Центральный Казахстан
Северный Казахстан
Южный Казахстан
Восточный Казахстан
Западный Казахстан

Южный Казахстан (каз. Оңтүстік Қазақстан / Oñtüstık Qazaqstan) — экономико-географический регион Республики Казахстан. На начало август месяца 2023 года население региона составило 10 120 325 человек. 
Это самый густонаселённый регион страны. Здесь расположены крупнейшие города Казахстана — Алматы и Шымкент. В его состав входят при движении с востока на запад: Жетысуская область, Алматинская область, Жамбылская область, Туркестанская область и Кызылординская область. В основе экономики Южного Казахстана традиционно лежат самые разнообразные отрасли как лёгкой, так и тяжёлой промышленности. Из-за более мягких зим развито сельское хозяйство: здесь выращиваются хлопок, рис, шерсть, зерно, фрукты, овощи, табак, яблоки, виноград, конопля. В промышленном секторе представлены цветная металлургия, машиностроение, химическая промышленность, приборостроение, лёгкая и пищевая промышленность, рыбное и лесное хозяйство, животноводство.
Регион представляет собой сочетание засушливых, довольно холодных (зимой) и жарких (летом) малообжитых степей и пустынь, высоких заснеженных гор с хорошо увлажнёнными и густо заселёнными предгорьями. Особые природные зоны сложились по берегам рек (тугаи) и крупных озёр: Балхаша и высыхающего Аральского моря. Речная сеть в целом бедна. В населении региона представлено два основных этноса — казахи и русские, но по областям заметно присутствие и некоторых других довольно многочисленных народов (узбеки, уйгуры, корейцы, дунгане, таджики).

## Административное деление
В состав Южного Казахстана входят 2 города республиканского значения и 5 областей. Также на территории Южного Казахстана находится город Байконур, арендуемый Российской Федерацией до 2050 года, территориально в неё не входящий, однако наделённый статусом города федерального значения РФ.
| Город    | Площадь, км² | Население, чел. (на начало 2025 г.) |
| -------- | ------------ | ----------------------------------- |
| Алма-Ата | 682          | 2 292 333                           |
| Шымкент  | 1170         | 1 256 263                           |
| Байконур | 57           | 40 133                              |

| Область                | Административный центр | Площадь, км² |  | Население, чел. (на начало 2025 г.) |
| ---------------------- | ---------------------- | ------------ |  | ----------------------------------- |
| Алматинская область    | Конаев                 | 105 263      |  | 1 560 377                           |
| Туркестанская область  | Туркестан              | 111 280      |  | 2 154 334                           |
| Жамбылская область     | Тараз                  | 144 264      |  | 1 222 513                           |
| Жетысуская область     | Талдыкорган            | 118 500      |  | 694 400                             |
| Кызылординская область | Кызылорда              | 226 019      |  | 846 336                             |